# Gyptis pacificus
Gyptis pacificus är en ringmaskart som först beskrevs av Hessle 1925. Gyptis pacificus ingår i släktet Gyptis, och familjen Hesionidae. Inga underarter finns listade i Catalogue of Life.